# Бойченко Сергій Валерійович
Сергі́й Вале́рійович Бо́йченко (* 1968) — український освітянин, учений. Доктор технічних наук, професор. Академік Української нафтогазової академії, керівник відділення нафтопереробки та нафтохімії. З 2007 року завідувач кафедри, директор Інституту екологічної безпеки, декан Факультету екологічної безпеки, інженерії та технологій. З 2021 р. і до тепер завідувач кафедри КПІ ім. Ігоря Сікорського.

## Біографія
Народився 1968 року в Миколаївці (Миколаївський район Одеської області).
Закінчив Національний авіаційний університет, де працював до 2021 р..
Нагороди
- Медаль ІІ ступеня «За отличие в воинской службе» під час служби у Збройних Силах СРСР (1986—1988 роки);
- Стипендіат Кабінету Міністрів України (2002—2004 роки) відповідно до Постанови Кабінету Міністрів України від 16.08.1999 р. № 560 «Про стипендії Кабінету Міністрів України для молодих учених», рішення колегії Міністерства освіти і науки України від 24.04.03 р. (протокол № 5/6-13) та постанови Комітету Державних премій України у галузі науки і техніки від 23.06.03. р. № 2.
- Нагрудний знак «За заслуги» Держспоживстандарту України (2009 р.);
- Нагрудний знак «Відмінник освіти України» (2011 р.);
- Подяка Міністерства освіти та науки України (2017 р.);
- Нагрудний знак «За наукові та освітні досягнення» (2019 р.)
- Грамота Верховної Ради України (2024 р.)

## Науковий доробок
- «Дослідження втрат палива від випаровування та розробка рекомендацій по їх запобіганню в умовах експлуатації авіаційної техніки», 1996
- «Газ і пально-мастильні матеріали», 2000
- «Раціональне використання вуглеводневих палив», 2001
- «Газ і паливно-мастильні матеріали: Навчальний посібник», 2002 (співавтор)
- «Технологічні основи енергоощадності у процесах транспортування та зберігання моторних палив», 2004
- «Моторні палива і мастила для сучасної техніки», 2005 (співавтор)
- «Хіммотологія: Навчально-методичний посібник», 2006 (співавтор)